# Piro (Bihar)
Piro (en hindi: पिरो ) es una ciudad de la India, en el distrito de Bhojpur, estado de Bihar.

## Geografía
Se encuentra a una altitud de 82 m s. n. m. a 101 km de la capital estatal, Patna, en la zona horaria UTC +5:30.

## Demografía
Según estimación 2011 contaba con una población de 33 926 habitantes.